# 裴諝
裴 諝（はい しょ、719年 - 793年）は、唐代の官僚。字は士明。本貫は絳州聞喜県。

## 経歴
礼部尚書の裴寛の子として生まれた。若くして明経に挙げられ、河南府参軍に任じられた。小事にこだわらず寛大で温厚であった。官を重ねて京兆府倉曹参軍となった。父が死去したため、東都洛陽で喪に服した。このとき安禄山が長安と洛陽を占拠していた。至徳2載（757年）、唐軍が洛陽を奪回すると、裴諝は太子司議郎となった。ほどなく虢王李巨の推薦により侍御史・襄鄧営田判官に任じられた。母が死去したため、辞職して喪に服した。乾元2年（759年）、洛陽が史思明に攻め落とされると、裴諝は山谷に逃げ隠れた。史思明はかつて裴寛の下で将校をつとめていたことから、旧恩を思って、数十騎を派遣して裴諝を捕らえさせた。史思明は裴諝に面会すると喜んで、郎君と呼び、名を呼ばなかった。裴諝は燕の御史中丞に任じられ、武断をつかさどった。史思明が唐の宗室を殺そうとしたが、裴諝はひそかにこれを緩めたため、生き延びた者が数百人に及んだ。また裴諝は反乱軍の短所と長所を唐の朝廷に伝え、事が漏れて、史思明が激怒して罵ったが、かろうじて死を免れた。安史の乱が終息すると、裴諝は太子中允に任じられ、考功郎中に転じ、しばしば召見されて時事を言上した。
広徳元年（763年）、代宗が陝州に避難すると、裴諝は考功と南曹の2印を持って徒歩で行在に赴いた。代宗は後漢の王覇の故事を引いて、「疾風に勁草を知る」といい、裴諝を信任した。御史中丞とされるところだったが、元載に退けられ、河東道租庸塩鉄等使となった。のちに左司郎中に任じられた。裴諝は宰相に忌避され、虔州刺史として出され、饒州・廬州・亳州の刺史を歴任した。入朝して右金吾衛将軍となった。
建中元年（780年）、徳宗は刑法によって天下を統制しようとしていた。ときに山陵の近辺での屠殺が厳禁されていたが、裴諝は尚父の郭子儀の家奴が羊を殺して陵域に入ったことを上奏した。裴諝は法吏の多くが個人的な恨みを晴らすために告発文を作っていることを批判して、「獄官箴」を献上した。ほどなく懇意にしていた僧が法に触れたため、裴諝は連座して閬州司馬に左遷された。長安に召還されて太子右庶子となり、右千牛衛上将軍に転じた。吐蕃の侵入があると、裴諝は吏部侍郎に任じられ、御史大夫を兼ね、吐蕃への使節をつとめるよう命じられたが、実際には行かなかった。ほどなく太子賓客・兵部侍郎に転じた。貞元5年（789年）、河南尹・東都副留守となった。
貞元9年（793年）11月、病没した。享年は75。礼部尚書の位を追贈された。

## 伝記資料
- 『旧唐書』巻126 列伝第76
- 『新唐書』巻130 列伝第55